# Adeus, Pai
Adeus, Pai é um filme português, uma longa-metragem de ficção realizada por Luís Filipe Rocha no ano de 1996.

## Sinopse
Filipe tem treze anos e é um garoto solitário e introvertido, a quem o pai raramente dedica tempo e atenção. Uma noite, inesperadamente, o pai anuncia-lhe que vão partir os dois de férias para os Açores. Ao longo de vários dias e no meio da mágica atmosfera das ilhas, os dois vão ter tempo para se conhecerem e relacionarem como pai e filho pela primeira vez.

## Elenco
- José Afonso Pimentel... Filipe
- João Lagarto... Manuel
- Laura Soveral... Dona Paula
- Natália Luiza... mãe
- Lourdes Norberto... avó
- José Fanha... Rodinhas
- Adriana Aboim... Joana
- João Aboim... Pedro
- Daniel Martinho... taxista
- Carlos Rodrigues... Bum
- Rosário Moreira... empregada